# Sudak
Sudak (ruski i ukrajinski: Судак, krimskotatarski: Sudaq) je gradić na Krimu. To je popularno ljetovalište na Crnom moru poznato po dobro očuvanoj genovskoj utvrdi. U srednjem je vijeku bilo značajno trgovačko središte za Veneciju i kasnije Genovu pod nazivom Soldaia.
Grad je prvotno izgrađen 212. godine. Utemeljili su ga Alani, skupina nomadskih skitsko-sarmatskih plemena, na području tadašnjeg Bosporskoga Kraljevstva. U 6. stoljeću, bizantski car Justinijan I. (482. – 565.) sagradio je tvrđavu na području Sudaka. Hazari, nomadski narod koji govori turski jezik, osvojili su grad u 7. stoljeću i nazvali ga Suğdaqom. U sljedećim stoljećima za grad su se borili uz Hazare i Kijevska Rus' i Bizantsko Carstvo. Grad je bio važno trgovačko središte između tih carstava. Godine 1016., Sudak je došao pod bizantsku vlast.
Tijekom Četvrtoga križarskoga rata, zapadni križari pobijedili su Carigrad i veliki dio Bizantskoga Carstva 1204. godine. Pod nazivom Soldaia grad postaje kolonijom Venecije. Godine 1365. godine, Republika Genova osvojila je grad, a 1475. Sudak i ostale genovske kolonije u Krimu došle su pod vlast Osmanskoga Carstva. Godine 1771. ruski general Pjotr Rumjancev zarobio je Sudak. 
Vinogradarstvo se razvilo oko grada u 19. stoljeću. Danas je Sudak poznato crnomorsko ljetovalište.